# عملية ميدوسا
عملية ميدوسا (بالإنجليزية: Operation Medusa) هي عملية عسكرية قام بها حلف الناتو في أفغانستان ضد حركة طالبان في الفترة من 2 - 17 سبتمبر 2006. كانت العملية الهجومية بقيادة كندا، وكانت بمثابة معركة بانجواي الثانية التي وقعت عام 2006 خلال الحرب في أفغانستان. خاض العملية في المقام الأول الكتيبة الأولى والفوج الملكي الكندي، يساندهما عدد من عناصر القوة الدولية للمساعدة الأمنية، بدعم من الجيش الوطني الأفغاني وفريق من الكتيبة الأولى التابعة للولايات المتحدة، ومجموعة القوات الخاصة الثالثة (المحمولة جوا) من قبل الولايات المتحدة الأمريكية والكتيبة الثانية وفوج المشاة الرابع الأمريكي. كان هدف العملية إقامة سيطرة الحكومة الأفغانية على منطقة من محافظة قندهار متمركزة في منطقة بانجواي على بعد حوالى 30 كم غرب مدينة قندهار. حقق التحالف الدولي انتصار تكتيكي، وأسفر العملية عن مقتل 12 جنديًا كنديًا، خمسة منهم خلال عمليات القتال الرئيسية، وخمسة خلال تفجيرات قامت بها حركة طالبان، واثنتان في هجوم بقذائف الهاون وآر بي جي خلال مرحلة إعادة تنفيذ العملية. كما لقي 14 جنديًا بريطانيًا مصرعهم عندما تحطمت طائرتهم، في حين قتل 512 من عناصر طالبان وأُسر 136 آخرون. على الرغم من هزيمة طالبان هزيمة كبيرة في ساحة المعركة، إلا أنها احتفظت بوجودها في مقاطعة قندهار ولم تفقد إرادتها في القتال، مما أدى وقوع عملية قمة فالكون التي أعقبت العملية. كانت عملية ميدوسا في ذلك الوقت المعركة البرية الأكثر أهمية التي قام بها حلف الناتو.